# Daehak-ro

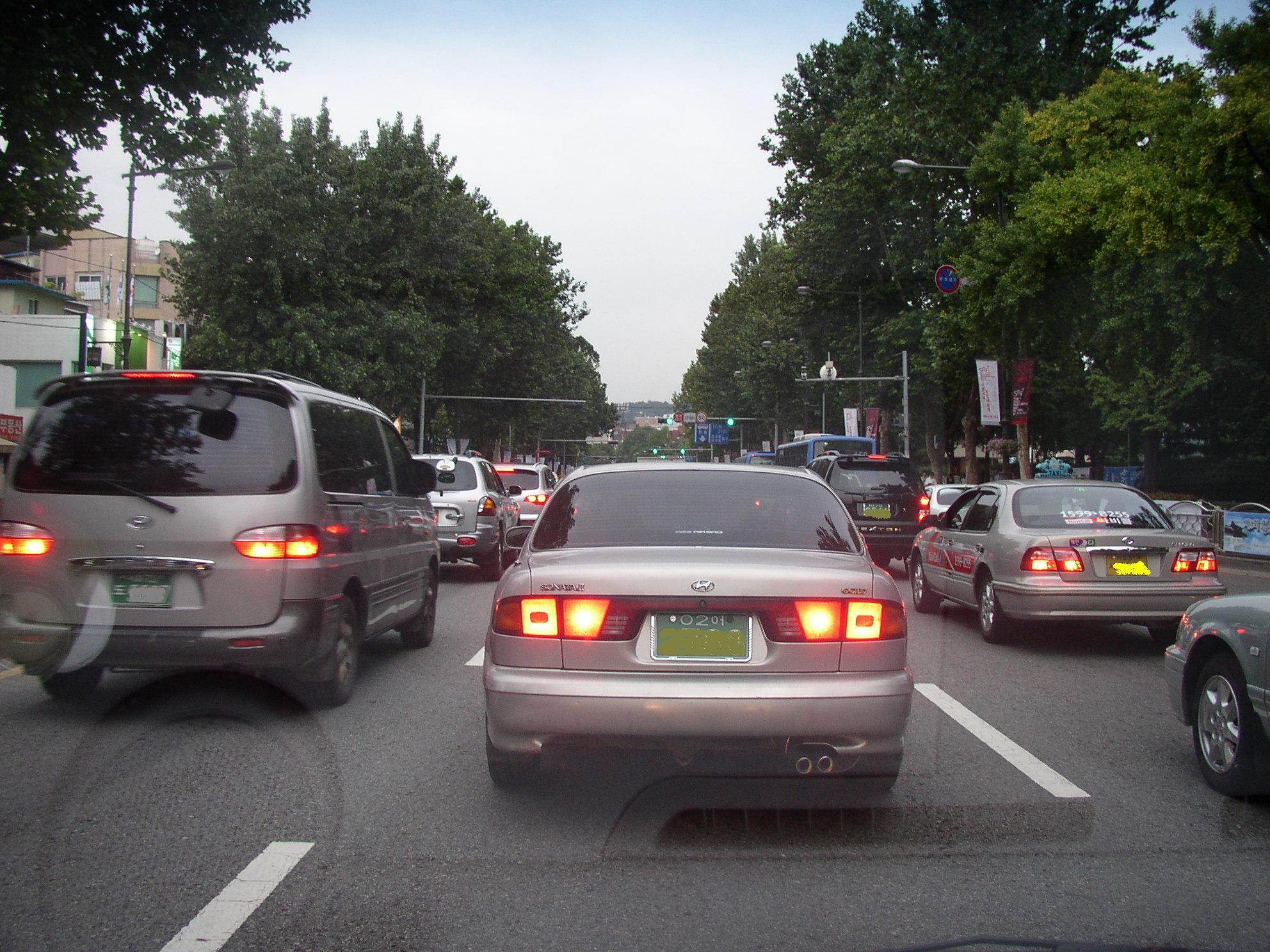
Daehak-ro

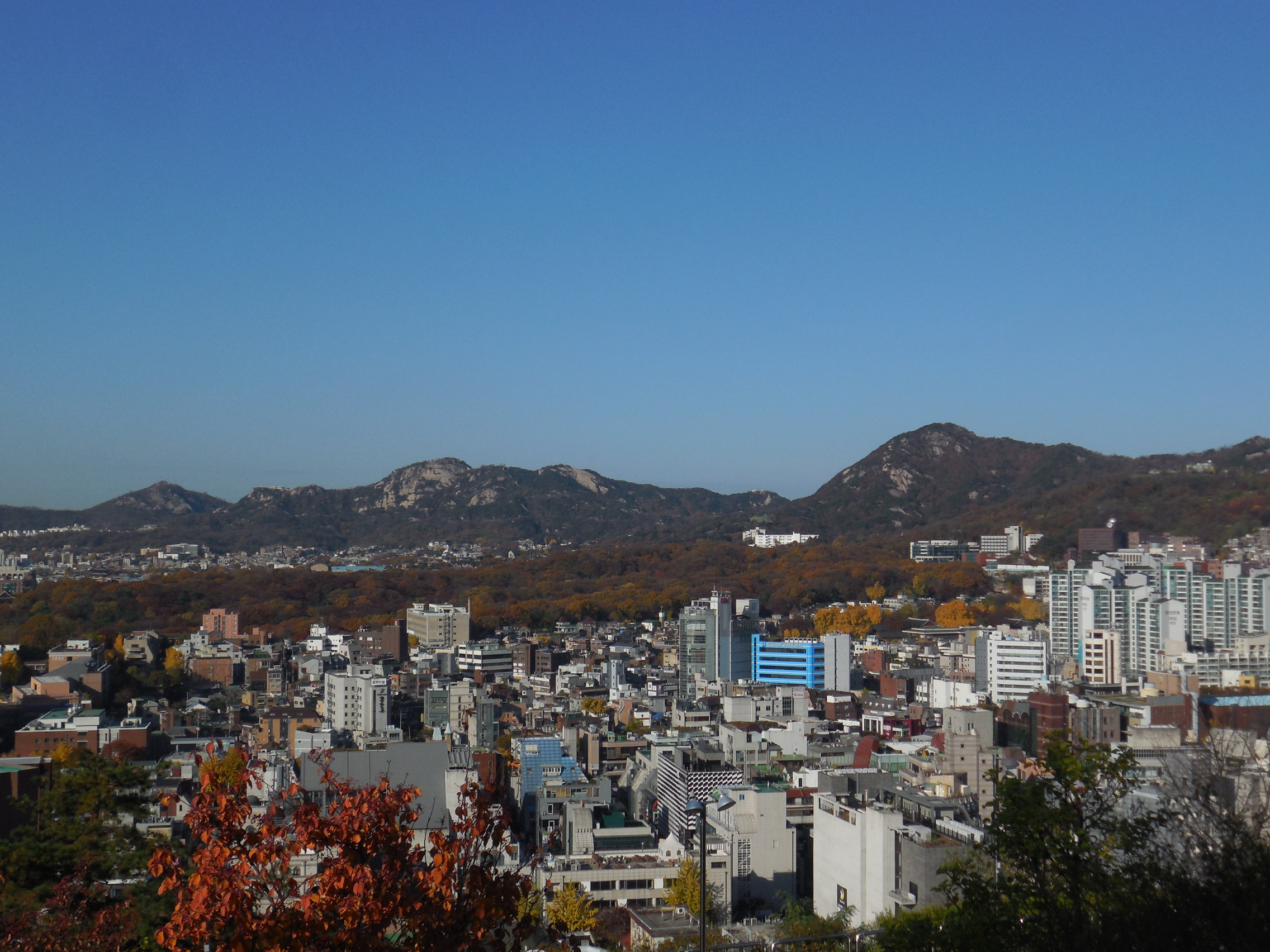
Khu vực Daehak-ro nhìn từ Naksan

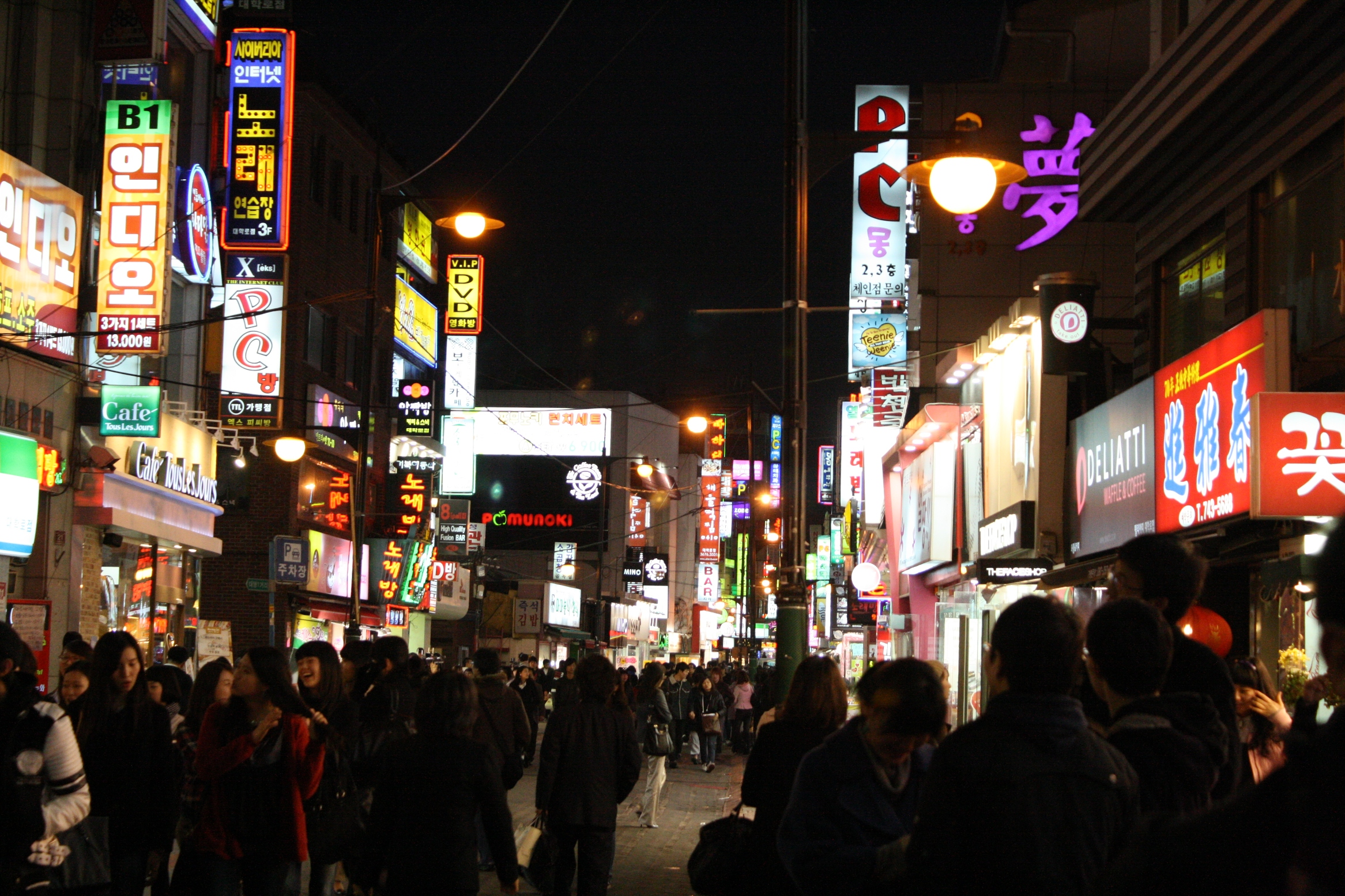
Cảnh đêm của phố Daehak-ro

Daehak-ro (Tiếng Hàn: 대학로, Hanja: 大學路) là con đường nối 82-1 Jongno 5-ga (Giao lộ Jongno 5-ga), Jongno-gu, Seoul đến 56 Hyehwa-dong (Vòng xoay Hyehwa-dong). Nó còn dùng để chỉ những con phố sinh hoạt văn hóa nghệ thuật ở khu vực xung quanh. Đoạn từ Nút giao thông Jongno 5-ga đến Nút giao Ihwa có 4 làn xe, đoạn từ Nút giao thông Ihwa đến Vòng xoay Hyehwa-dong có 6 làn xe ở cả hai hướng. Nó được đặt tên như vậy vì trước đây trường Cao đẳng Nghệ thuật Tự do của Đại học Quốc gia Seoul nằm trên con đường này.

## Lịch sử
- 26 tháng 11 năm 1966: Đoạn từ 'Ssanglim-dong (106 Ssanglim-dong, Jung-gu) đến Vòng xoay Hyehwa-dong (132 Hyehwa-dong, Jongno-gu)' được đặt tên là Daehak-ro[1]
- Năm 1981: Mở rộng điểm xuất phát ra phía trước công viên Jangchungdan
- 7 tháng 11 năm 1984: Đoạn giữa Jongno 5-ga và Công viên Jangchungdan được tách thành Trung tâm Huấn luyện.
- 22 tháng 6 năm 2003: Đoạn giữa Nút giao thông Jongno 5-ga và Ihwa được chuyển thành đường một chiều hướng về Hyehwa-dong, và đoạn giữa Nút giao thông Ihwa và Vòng quay Hyehwa-dong được chuyển thành làn đường riêng biệt[2][3]
- Năm 2009: Chuyển đổi đoạn giao lộ Jongno 5-ga đến Ewha thành làn đường khác biệt [4][5]
- 22 tháng 4 năm 2010: Thông báo địa chỉ tên đường Jongno-gu

## Các điểm dừng chính
Seoul
- Jongno-gu (Jongno 5-ga - Hyoje-dong - Yeonji-dong - Yeongeon-dong - Dongsung-dong - Myeongryun 4-ga - Hyehwa-dong)

## Lộ trình
- Thành phố Seoul được nêu chỉ nhằm mục đích quản lý .
- Mùa xanh nhạt (■): Đoạn Tuyến đường thành phố Seoul số 29

| Nút giao                                                          | Kết nối                                                           | Vị trí                                                            | Vị trí                                                            | Ghi chú                                                           |
| Kết nối trực tiếp với Tuyến đường thành phố Seoul số 29 Dongho-ro | Kết nối trực tiếp với Tuyến đường thành phố Seoul số 29 Dongho-ro | Kết nối trực tiếp với Tuyến đường thành phố Seoul số 29 Dongho-ro | Kết nối trực tiếp với Tuyến đường thành phố Seoul số 29 Dongho-ro | Kết nối trực tiếp với Tuyến đường thành phố Seoul số 29 Dongho-ro |
| ----------------------------------------------------------------- | ----------------------------------------------------------------- | ----------------------------------------------------------------- | ----------------------------------------------------------------- | ----------------------------------------------------------------- |
| Jongno 5-ga                                                       | Quốc lộ 6 · Tuyến đường thành phố Seoul số 51 Jongno              | Jongno-gu                                                         | Jongno 5.6 ga-dong                                                |                                                                   |
| Jongno 5-ga                                                       | Tuyến đường thành phố Seoul số 29 Dongho-ro                       | Jongno-gu                                                         | Jongno 5.6 ga-dong                                                |                                                                   |
|                                                                   | Gimsangok-ro                                                      | Jongno-gu                                                         | Jongno 5.6 ga-dong                                                | Không có tên ngã tư                                               |
| Ngã tư Ihwa                                                       | Tuyến đường thành phố Seoul C1 Yulgok-ro                          | Jongno-gu                                                         | Ihwa-dong                                                         |                                                                   |
|                                                                   | Ihwajang-gil                                                      | Jongno-gu                                                         | Ihwa-dong                                                         | Không có tên ngã tư                                               |
|                                                                   | Dongsung-gil                                                      | Jongno-gu                                                         | Ihwa-dong                                                         | Không có tên ngã tư                                               |
|                                                                   | Dongsung-gil                                                      | Jongno-gu                                                         | Ihwa-dong                                                         | Không có tên ngã tư                                               |
|                                                                   | Daemyeong-gil                                                     | Jongno-gu                                                         | Hoehyeon-dong                                                     | Không có tên ngã tư                                               |
| Vòng xoay Hyehwa-dong                                             | Tuyến đường thành phố Seoul số 28 Changgyeonggung-ro              | Jongno-gu                                                         | Hoehyeon-dong                                                     |                                                                   |
| Vòng xoay Hyehwa-dong                                             | Hoehyeon-ro                                                       | Jongno-gu                                                         | Hoehyeon-dong                                                     |                                                                   |
| Vòng xoay Hyehwa-dong                                             | Changgyeonggung-ro 35-gil                                         | Jongno-gu                                                         | Hoehyeon-dong                                                     |                                                                   |
| Kết nối trực tiếp với Hyehwa-ro                                   |                                                                   |                                                                   |                                                                   |                                                                   |

## Các tuyến đường phụ
- ● : Áp dụng cho tất cả các phần
- ▲ : Áp dụng cho một số phần
- ✖ : Không áp dụng

| Tên đường          | Điểm đầu              | Điểm cuối             | Tổng chiều dài (m) | Xe cộ có thể đi lại được | Một chiều | Vị trí    | Vị trí             |
| ------------------ | --------------------- | --------------------- | ------------------ | ------------------------ | --------- | --------- | ------------------ |
| Daehak-ro 1-gil    | 54-1 Jongno 5-ga      | 265-3 Yeonji-dong     | 240                | ▲                        | ✖         | Jongno-gu | Jongno 5.6 ga-dong |
| Daehak-ro 2-gil    | 54-1 Jongno 5-ga      | 239-47 Jongno 6-ga    | 382                | ✖                        | ✖         | Jongno-gu | Jongno 5.6 ga-dong |
| Daehak-ro 3-gil    | 136-59 Yeonji-dong    | 1-40 Yeonji-dong      | 185                | ●                        | ✖         | Jongno-gu | Jongno 5.6 ga-dong |
| Daehak-ro 5-gil    | 72-3 Yeongeon-dong    | 1-3 Yeongeon-dong     | 360                | ●                        | ✖         | Jongno-gu | Ihwa-dong          |
| Daehak-ro 5 ga-gil | 109 Yeongeon-dong     | 109 Yeongeon-dong     | 147                | ▲                        | ✖         | Jongno-gu | Ihwa-dong          |
| Daehak-ro7-gil     | 199-29 Dongsung-dong  | 109 Yeongeon-dong     | 113                | ●                        | ✖         | Jongno-gu | Ihwa-dong          |
| Daehak-ro 8-gil    | 1-3 Yeongeon-dong     | 1-151 Dongsung-dong   | 155                | ▲                        | ●         | Jongno-gu | Ihwa-dong          |
| Daehak-ro 8 ga-gil | 1-151 Dongsung-dong   | 162 Dongsung-dong     | 710                | ●                        | ▲         | Jongno-gu | Ihwa-dong          |
| Daehak-ro 9-gil    | 67-2 Dongsung-dong    | 160-5 Myeongnyun 4-ga | 206                | ●                        | ✖         | Jongno-gu | Hoehyeon-dong      |
| Daehak-ro 9 ga-gil | 160-5 Myeongnyun 4-ga | 28-2 Yeongeon-dong    | 132                | ✖                        | ✖         | Jongno-gu | Hoehyeon-dong      |
| Daehak-ro 10-gil   | 67-2 Dongsung-dong    | 1-151 Dongsung-dong   | 164                | ●                        | ✖         | Jongno-gu | Ihwa-dong          |
| Daehak-ro 11-gil   | 67-2 Dongsung-dong    | 204-1 Myeongnyun 2-ga | 315                | ●                        | ●         | Jongno-gu | Hoehyeon-dong      |
| Daehak-ro 12-gil   | 67-2 Dongsung-dong    | 162 Dongsung-dong     | 486                | ▲                        | ●         | Jongno-gu | Ihwa-dong          |
| Daehak-ro 14-gil   | 142-1 Hyehwa-dong     | 163-46 Hyehwa-dong    | 189                | ●                        | ✖         | Jongno-gu | Hoehyeon-dong      |